# Branqueamento racial

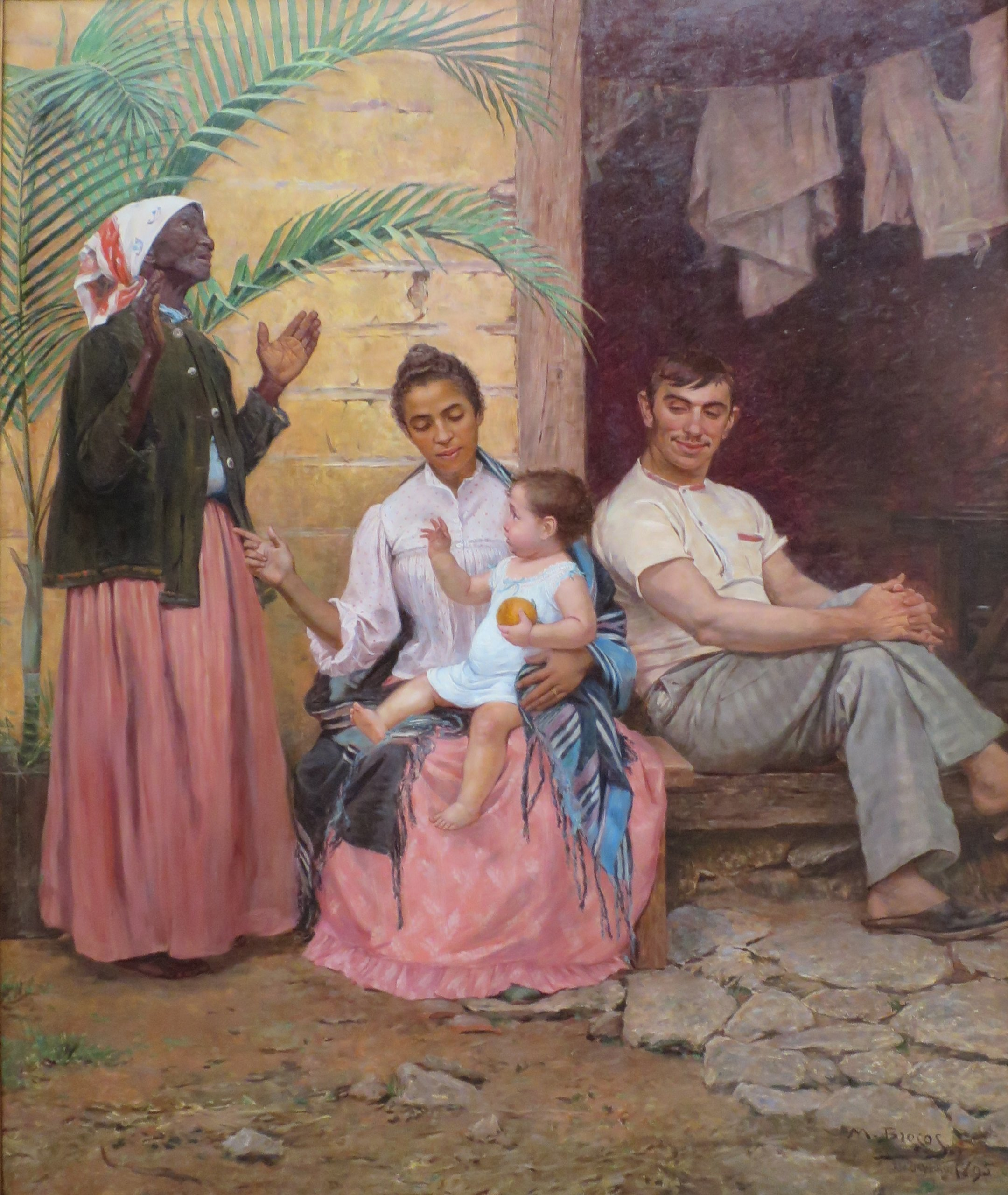
Obra Redenção de Can (1895). Avó negra, filha mulata, genro e neto brancos, para o governo da época, a cada geração o brasileiro ficaria mais branco. Quadro de Modesto Brocos y Gomes.

Clareamento racial, branqueamento racial ou simplesmente branqueamento, é uma ideologia que era amplamente aceita no Brasil entre finais do século XIX e início do século XX, como a solução para o excesso de indígenas, mestiços e negros. Simpatizantes da ideologia de Branqueamento acreditavam que a raça negra iria avançar culturalmente e geneticamente, ou até mesmo desaparecer totalmente, dentro de várias gerações de miscigenação entre brancos e negros. Esta ideologia ganhou o apoio da ideologia do racismo científico e do Darwinismo social. Combinando essas duas ideias, a elite branca da época acreditava que o sangue ''branco" era superior e inevitavelmente iria clarear as demais raças.[carece de fontes?]

## Uso da ideologia
O uso prático da ideologia de Branqueamento parece ter ocorrido somente no Brasil, e não foi visto na Europa ou nos Estados Unidos . Muitos Europeus acreditavam que a mistura de raças pudesse produzir prole degenerada e eles temiam que a mistura poderia tornar-se uma ameaça para a raça branca, inclusive citando o Brasil como exemplo de que suas convicções eram verídicas.  Nos Estados Unidos uma barreira entre negros e brancos foi formada pela segregação, que proibiu a mistura entre os dois grupos,  enquanto o Brasil, já tinha muitos mestiços. Quando as crenças e ideias do racismo científico se tornaram mais proeminentes, na década de 1850, a sociedade brasileira sentiu que precisava encontrar "seu lugar na ordem social" e, para isso, precisava resolver seu problema com as "raças" supostamente inferiores.

## Histórico
No final do século XIX, houve a disseminação no Brasil de conceitos de superioridade racial que tinham se desenvolvido e adquirido grande prestígio no exterior. O pensamento científico brasileiro da época, que era fortemente marcado pelo positivismo, adotou "teses científicas" de darwinismo social e eugenia racial para defender o branqueamento da população como fator necessário para o desenvolvimento do Brasil. A elite social e política brasileira, que era majoritariamente branca, passou a considerar como certo que o país não se desenvolvia porque sua população era, em sua grande maioria, composta por negros e mestiços. A imigração não era considerada somente um meio de suprir a mão de obra necessária na lavoura, ou de colonizar o território nacional coberto por matas virgens, mas também com meio de "melhorar" a população brasileira pelo aumento da quantidade de europeus.
Refletindo o ideal de branqueamento, João Batista de Lacerda, diretor do Museu Nacional, e único sul-americano a apresentar um relatório no I Congresso Universal de Raças, em Londres, no ano de 1911, afirmou que: "no Brasil já se viram filhos de métis apresentarem, na terceira geração, todos os caracteres físicos da raça branca[...]. Alguns retêm uns poucos traços da sua ascendência negra por influência dos atavismos (…) mas a influência da seleção sexual (…) tende a neutralizar a do atavismo, e remover dos descendentes dos métis todos os traços da raça negra(…) Em virtude desse processo de redução étnica, é lógico esperar que no curso de mais um século os métis tenham desaparecido do Brasil. Isso coincidirá com a extinção paralela da raça negra em nosso meio".
A proposta de "branqueamento" da população brasileira com imigrantes europeus sempre foi apresentada como se fosse ciência comprovada. Entre seus defensores destacaram-se principalmente os médicos como Sílvio Romero em Pernambuco, Nina Rodrigues na Bahia e João Francisco Lacerda no Rio de Janeiro, além do sociólogo Francisco José de Oliveira Viana, autor do livro clássico "Populações Meridionais do Brasil", publicado em 1918. Nina Rodrigues, considerado o criador da Medicina Legal brasileira, escreveu nesta época: "a civilização ariana está representada no Brasil por uma fraca minoria da raça branca a quem ficou o encargo de defende-la (…) (dos) atos anti-sociais das raças inferiores…".
As políticas de imigração brasileira foram fortemente influenciadas pelas propostas de branqueamento que impregnaram o imaginário social e político brasileiro durante a primeira metade do século XX. Embora incentivar a miscigenação tenha sido fato restrito ao território brasileiro , deve-se ressaltar que, no ínicio do século XX, a incentivação à imigração europeia foi comum em quase todos os países das Américas, Oceania e, até, da Africa (à época, quase totalmente colonizada). Na América do Norte, no inicio do século XX, mesmo a imigração de pessoas europeias chegou a ser indesejada: teorias racialistas circulavam na imprensa, promovendo teorias pseudo-científicas que alegavam que os tipos "mediterrâneos" (como portugueses, italianos e gregos) eram inerentemente inferiores às pessoas oriundas do norte da Europa . Até hoje alguns destes países, como por exemplo os Estados Unidos, ainda controlam a entrada de pessoas vindas de localidades como África e América Latina por meio da exigência de um visto para turismo, o que na prática dificulta a imigração ilegal, enquanto beneficiam a entrada de pessoas oriundas da Europa através da isenção dos referidos vistos (ingleses, escoceses, alemães, suecos, noruegueses, etc). 
Apesar disto, houve quem sugerisse a vinda de imigrantes da África ou da China para suprir a falta de mão de obra no Brasil. Chegou até a haver uma incipiente imigração de chineses, porém não houve continuidade, pois apenas europeus eram considerados civilizados o suficiente para imigrarem para o Brasil.

## Consequências

### Cultural

#### Percepção da raça branca no Brasil
No Brasil, a raça hoje é percebida de modo diferente do restante do mundo. As raças no Brasil podem ser definidas com as pessoas que estão na parte superior do sistema de classes como brancos e aqueles que se encontram na parte inferior da classe do sistema como pretos, podendo haver mobilidade quando se sobe na estrutura social, tal fenômeno só acontece no país, devido ao alto grau de miscigenação e ao fato do homem branco ser visto como o topo da hierarquia social.
Classe e educação também têm uma influência na percepção do nível de brancura de um indivíduo, ou seja, alguém que alcança o ensino superior é percebido como mais branco no Brasil.